# Newspeak

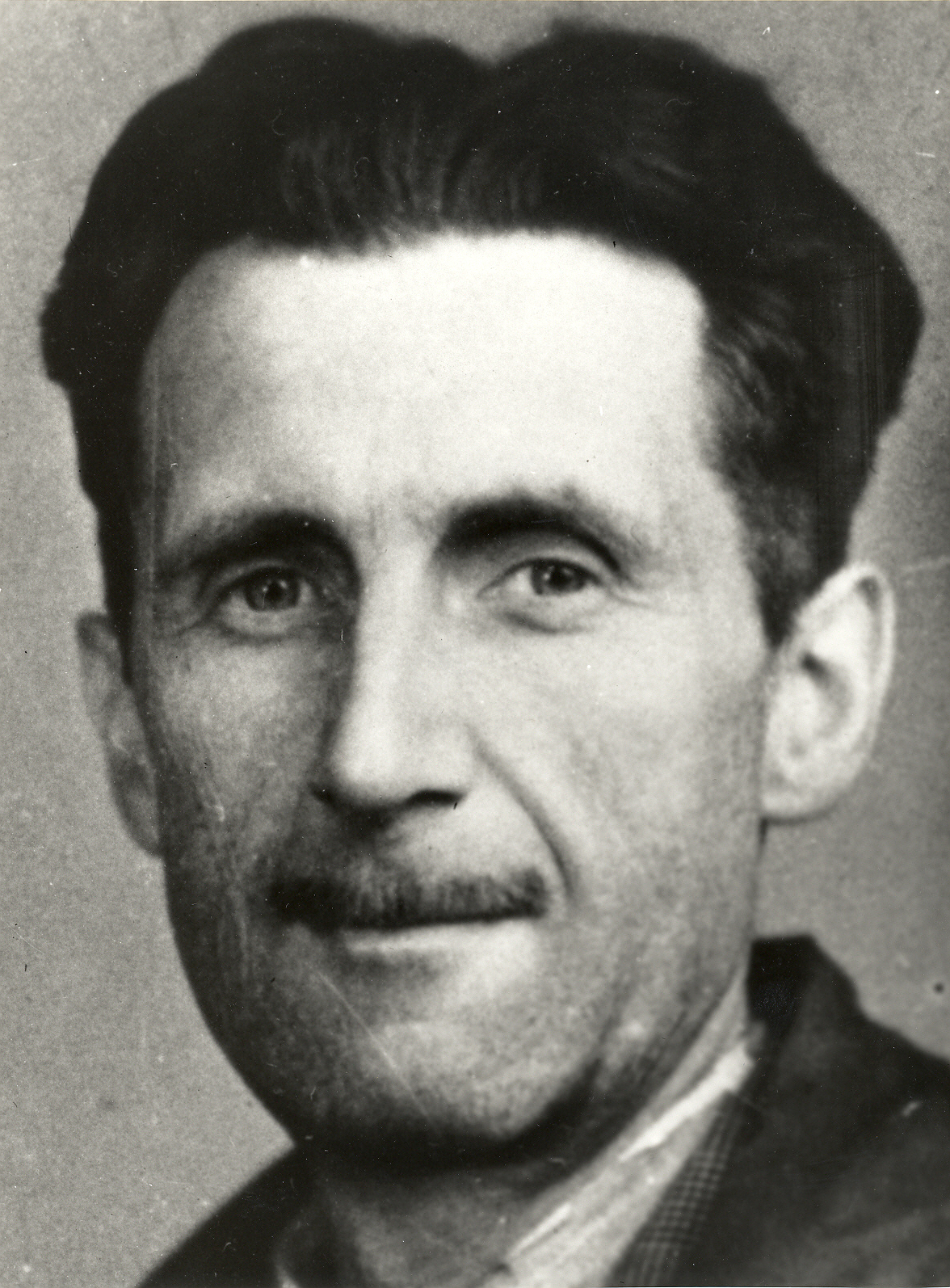
George Orwell

Newspeak is een fictieve taal in George Orwells roman 1984. Het is een taal die wordt gecreëerd en beheerst door de totalitaire staat als een instrument om de vrijheid van gedachten en concepten die een bedreiging voor het regime vormen (zoals vrijheid, zelfexpressie, individualiteit en vrede) te beperken. Elke vorm van denken die zou kunnen afwijken van de voorgeschreven opvattingen van de Partij wordt beschouwd als thoughtcrime (gedachtemisdaad). Kenmerkend is met name het beperken van de woordenschat en daarmee het instrumentarium van het individu zelf de eigen gedachten te vormen en ook politieke standpunten te bepalen.
Newspeak wordt toegelicht in de hoofdstukken 4 en 5 van 1984, en in een appendix bij het boek. De taal volgt grotendeels dezelfde grammaticale regels als Engels, maar heeft een veel beperkter en voortdurend veranderend vocabulaire. Synoniemen of antoniemen worden, net als ongewenste concepten, uitgeroeid, zodat men alleen nog maar politiek correcte dingen kan zeggen, doordat men eenvoudigweg de woorden niet heeft om dingen te zeggen of zelfs maar te denken die het regime onwelgevallig zijn. Het doel is om in het jaar 2050 iedereen deze taal te laten spreken (het verhaal speelt zich af in het jaar 1984 – vandaar de titel). In de tussentijd wordt Oldspeak (hedendaags Engels) nog gesproken onder de Proles (proleten) – de arbeidersklasse van Oceania.
Orwell kwam op het concept Newspeak door de geconstrueerde taal Basic English, die hij bevorderde in de periode 1942-1944, totdat hij deze nadrukkelijk verwierp in zijn verhandeling De politiek en de Engelse taal. In dit stuk betreurt hij het slechte Engels van zijn tijd, citeert uitstervende metaforen, pretentieuze dictie of retoriek en zinloze woorden, die hij zag als een aanmoediging tot onduidelijk denken en redeneren.

## Politieke praktijk
Het verdraaien van de waarheid (alternatieve feiten) of het mooier doen voorkomen door middel van eufemismen van gebeurtenissen door politici of anderen wordt, naar analogie, vaak newspeak genoemd. Een voorbeeld uit de jaren 1980: de neutronenbom werd ook wel neutronengranaat genoemd, om de weerstand tegen de bom te verminderen.